# Eutolmus albicapillus
Eutolmus albicapillus là một loài ruồi trong họ Asilidae. Eutolmus albicapillus được Janssens miêu tả năm 1968.